# Serhiy Chulha
Serhiy Leonidovytch Chulha (en ukrainien : Сергій Леонідович Шульга) est un joueur ukrainien de volley-ball né le 24 avril 1981. Il mesure 1,98 m et joue passeur. Il est international ukrainien.

## Clubs
| Club                      | De        | À         |
| ------------------------- | --------- | --------- |
| VK Lokomotiv Kharkiv      | 2004-2005 | 2006-2007 |
| Samotlor Nijnievartovsk   | 2007-2008 | 2008-2009 |
| VK Tioumen                | 2009-2010 | déc 2011  |
| Spartak Saint-Pétersbourg | jan 2012  | mai 2012  |
| Gazprom-Iourga Sourgout   | 2012-2013 | 2012-2013 |
| Iaroslavitch Iaroslavl    | 2013-2014 | ...       |

## Palmarès
- Championnat d'Ukraine (2)
  - Vainqueur : 2005, 2007
- Coupe d'Ukraine (2)
  - Vainqueur : 2006, 2007